# أحمد بن محمد بن السندي
أبو الفوارس أحمد بن محمد بن الحسين بن السندي المصري الصابوني أحد رواة الحديث النبوي، ومسند مصر في زمنه.
ولد في أول سنة 245 هـ الموافق 859. سمع من يونس بن عبد الأعلى، والربيع بن سليمان، وأبا إبراهيم المزني، وبحر بن نصر الخولاني، وإبراهيم بن مرزوق، وفهد بن سليمان وجماعة. حدث عنه: الخطيب، ومحمد بن أحمد التميمي، وأحمد بن محمد ابن الحاج الإشبيلي، وعبد الرحمن بن عمر النحاس، ومحمد بن الفضل بن نظيف وآخرون. يقع حديثه عاليا في الثقفيات والخلعيات.
قال الذهبي: «أخبرناه العز بن الفراء، أخبرنا ابن البن، أخبرنا جدي، أخبرنا أبو القاسم بن أبي العلاء، أخبرنا ابن نظيف عنه. وفيه: قال لنا أبو الفوارس: ولدت في المحرم سنة 245 وسمعت ولي عشر سنين... قد عاش بعد أن سمع أربعا وتسعين سنة». من مروياته: أخبرنا الحسن بن علي ، أخبرنا جعفر الهمداني ، أخبرنا أبو طاهر السلفي ، أخبرنا علي بن مردك بالري ، أخبرنا أبو سعد السمان ، أخبرنا أبو العباس بن الحاج ، وأبو علي بن مهدي الرازي ، قالا : أخبرنا أبو الفوارس بن السندي ، حدثنا محمد بن حماد الطهراني ، أخبرنا عبد الرزاق ، عن معمر ، عن الزهري ، عن عروة ، عن عائشة ، عن أبي بكر رضي الله عنه : قال : سمعت النبي صلى الله عليه وسلم يقول: النظر إلى وجه علي عبادة.

## وفاته
توفي في شوال سنة 349 هـ الموافق 960 بمصر عن مائة وخمسة أعوام.